# Торгово-промышленная палата Туркменистана
Торгово-промышленная палата Туркменистана (туркм. Türkmenistanyň Söwda-senagat edarasy) — некоммерческая общественная организация, действующая на основании Закона Туркменистана «О Торгово-промышленной палате Туркменистана» от 2015 года и Устава Палаты. Она объединяет на добровольной основе предприятия, организации независимо от форм собственности и предпринимателей, осуществляющих свою деятельность без образования юридического лица, с целью поддержки и защиты их интересов.
Палата была создана в 1994 году с целью содействия развитию экономики Туркменистана, ее интегрированию в мировую хозяйственную систему, формированию современной промышленной, финансовой и торговой инфраструктуры, установлению торгово-экономических, научных и технических связей с зарубежными партнерами. Палата содействует созданию благоприятных условий для предпринимательской деятельности и экспорта товаров и услуг туркменских производителей, привлечению зарубежного бизнеса в Туркменистан и организации деловых миссий.
Торгово-промышленная палата Туркменистана способствует развитию торгово-экономического, инвестиционного и научно-технического сотрудничества между туркменскими предпринимателями и деловыми кругами зарубежных стран.
Палата также является координатором международных конгрессно-выставочных мероприятий в стране и за рубежом.

## История и миссия Палаты

Здание Торгово-промышленной палаты Туркменистана в Ашхабаде.

Закон Туркменистана «О Торгово-промышленной палате» был принят 8 октября 1993 года, Устав палаты на учредительном съезде в 1994 году. Новый Закон Туркменистана «О Торгово-промышленной палате Туркменистана» был принят в 2015 году.
Миссией Торгово-промышленной палаты Туркменистана является содействие развитию экономики Туркменистана, ее интегрированию в мировую хозяйственную систему, формированию современной промышленной, финансовой и торговой инфраструктуры, установлению торгово-экономических, научных и технических связей с зарубежными партнерами.
Торгово-промышленная палата Туркменистана также содействует созданию благоприятных условий для предпринимательской деятельности и экспорта товаров и услуг туркменских производителей, привлечению зарубежного бизнеса в Туркменистан и организации деловых миссий.
Палата является координатором международных конгрессно-выставочных мероприятий в стране и за рубежом.

## Структура и основные задачи

### Структура Палаты
Торгово-промышленная палата Туркменистана является некоммерческой общественной организацией, действующая на основании Закона Туркменистана «О Торгово-промышленной палате Туркменистана» от 2015 года и Устава Палаты. Она объединяет на добровольной основе предприятия, организации независимо от форм собственности и предпринимателей, осуществляющих свою деятельность без образования юридического лица, с целью поддержки и защиты их интересов.
В настоящее время в структуру палаты входят:
- 4 региональные торгово-промышленные палаты;
- 4 дочерних предприятия.

### Задачи Палаты
Основными задачами Торгово-промышленной палаты являются содействие развитию предпринимательства и защита интересов своих членов как внутри, так и за пределами Туркменистана. Кроме того, Палата также занимается поощрением экспорта товаров и услуг, проведением экспертиз, контролем качества, объема и комплектности товаров, а также определением их стоимости и активов. Она организует как международные, так и национальные выставки, ярмарки, конференции, бизнес-форумы и другие мероприятия.

## Члены Палаты
Членами Торгово-промышленной палаты являются юридические лица независимо от форм собственности и их организационно-правовой формы, предприниматели, осуществляющие свою деятельность без образования юридического лица, которые осуществляют хозяйственную деятельность либо участвуют в осуществлении экономических, научно-технических и торговых связей Туркменистана с другими государствами.
Членами Палаты могут быть также ассоциации и союзы, объединяющие предпринимателей по отраслевому либо региональному признаку.